# Museo Regional Michoacano
El Museo Regional Michoacano se ubica en el Centro Histórico de Morelia, Michoacán, México. Enfocado en la historia de Michoacán el museo es uno de los más antiguos de México y el más longevo fuera de la capital del país. Fundado originalmente en 1886 en las instalaciones del Colegio de San Nicolás fue trasladado en 1916 a su actual ubicación. El Museo Regional Michoacano desde 1943 forma parte de la red de museos operados por el Instituto Nacional de Antropología e Historia (INAH).
El recinto tiene su sede en una histórica casona barroca del siglo XVIII que perteneció a distinguidos personajes de la antigua Valladolid hoy Morelia, entre los que se encuentran Isidro Huarte quien fue padre de la emperatriz Ana María Huarte, mientras que a mediados del siglo XIX la casona perteneció a Francisca Román de Malo quien fue dama de honor de la emperatriz Carlota motivo por lo que en 1864 se hospedó en el inmueble el emperador Maximiliano I de México en su visita que realizó a la ciudad.
Entre la museografía del Museo Regional Michoacano se encuentran colecciones de piezas prehispánicas donde destaca un Chac Mool, colección de arte virreinal donde sobresale la pintura monumental al óleo del siglo XVIII titulada “El Traslado de las Monjas Dominicas a su nuevo Convento de Valladolid”. Así como una colección de pinturas, objetos y mobiliarios del siglo XIX donde destacan unas esculturas que se ubicaban en el desaparecido monumento a Melchor Ocampo en la Plaza Ocampo de Morelia. En algunos de los muros del recinto se conservan importantes murales del siglo XX entre los que destacan los de los artistas plásticos: Alfredo Zalce, Federico Cantú, Grace Grenwood, Philip Goldstein (quien se cambió de nombre por el de Philip Guston) y Reuben Kadish.

## Historia
La casona donde hoy tiene su sede el Museo Regional Michoacano en el siglo XVIII presentaba una sola planta que fue edificada en 1705; en 1772 la casa fue adquirida por Isidro Huarte próspero comerciante y funcionario del cabildo de Valladolid quien en 1775 mandó agregar la segunda planta del edificio. 

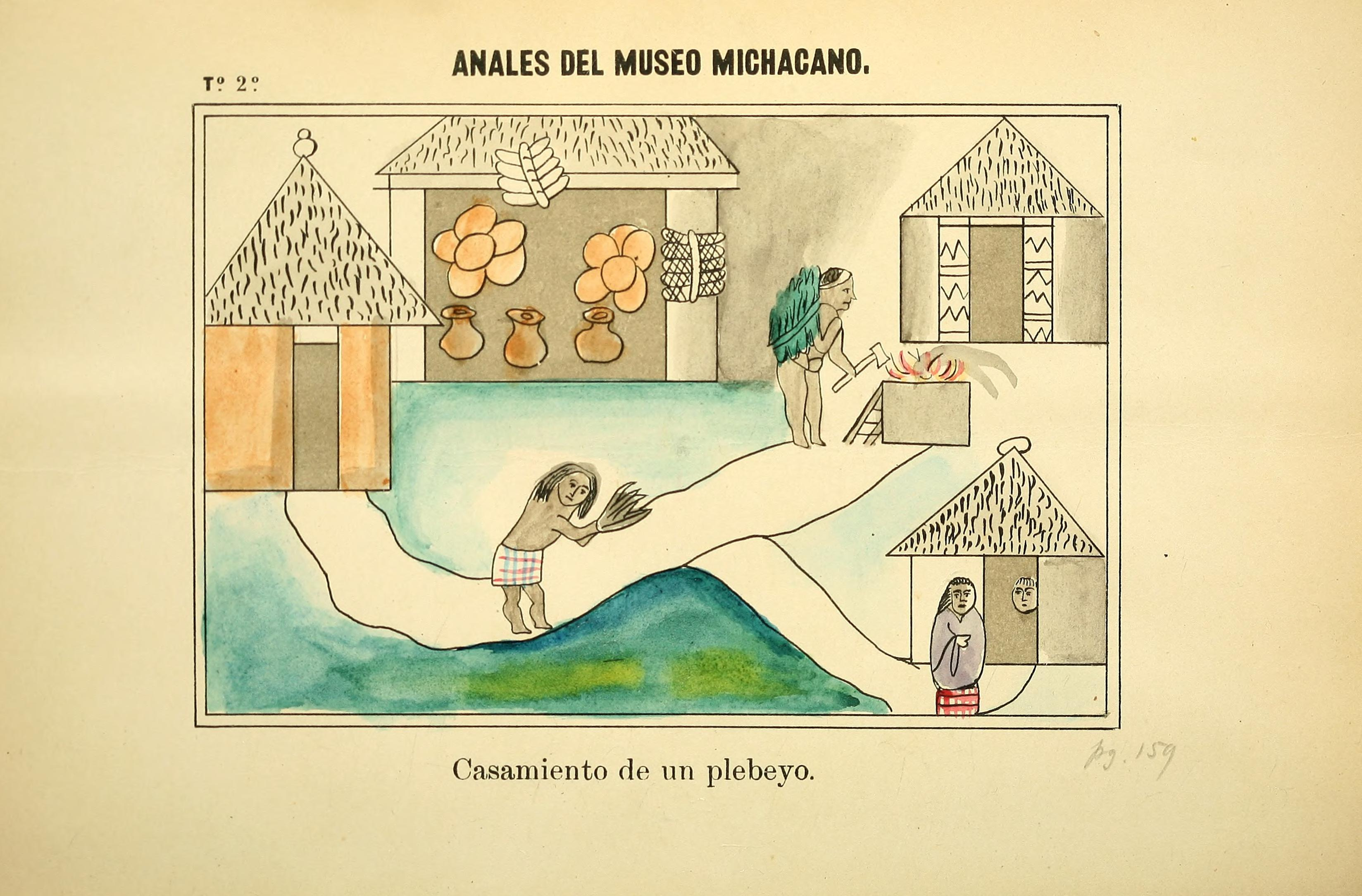
Anales del Museo Michoacano, 1888.

A mediados del siglo XIX la casa era propiedad de Manuel María Malo y su esposa Francisca Román de Malo quien durante el Segundo Imperio Mexicano se desempeñó como dama de honor de la emperatriz Carlota. En 1864 el emperador Maximiliano I de México en su visita a Morelia se hospedó en la casona. En 1867 la casa tuvo algunas remodelaciones. En 1885 durante la época del Porfiriato la casa fue adquirida por el Gobierno del Estado de Michoacán siendo gobernador el general Mariano Jiménez quien destinó el inmueble como Academia de Mujeres. 
El 2 de febrero de 1886 fue fundado el Museo Regional Michoacano por el gobernador del Estado Mariano Jiménez, siendo su primer director el científico e investigador Doctor Nicolás León Calderón. En ese tiempo el museo tuvo su primera sede en salas de la parte posterior del Colegio de San Nicolás hasta 1889 en que fue trasladado a una sala del Palacio de Gobierno de Michoacán donde a su vez permaneció hasta el año de 1916.
En 1916 fue reinaugurado el Museo Regional Michoacano en su actual sede, la casona barroca del siglo XVIII. Entre 1933 y 1939 el museo compartió sus instalaciones con la rectoría de la Universidad Michoacana. En 1943 mediante un convenio el museo es propiedad de tres instancias: El gobierno del Estado de Michoacán, el Gobierno federal a través del Instituto Nacional de Antropología e Historia (INAH) y la Universidad Michoacana de San Nicolás de Hidalgo (UMSNH). En 1959 el Congreso del Estado de Michoacán le agregó al Museo el nombre de Museo Regional Michoacano "Doctor Nicolás León Calderón" en homenaje al director fundador. Entre 1975 y 1978 fue restaurado el edificio. 
En 2008 fueron descubierto fragmentos de un boceto de lo que sería un mural sobre la Independencia ubicado en una de las salas del recinto. En el año 2010 se restauró el Museo Regional Michoacano a cargo del Instituto Nacional de Antropología e Historia (INAH) donde se renovó la presentación de la museografía.

## Arquitectura

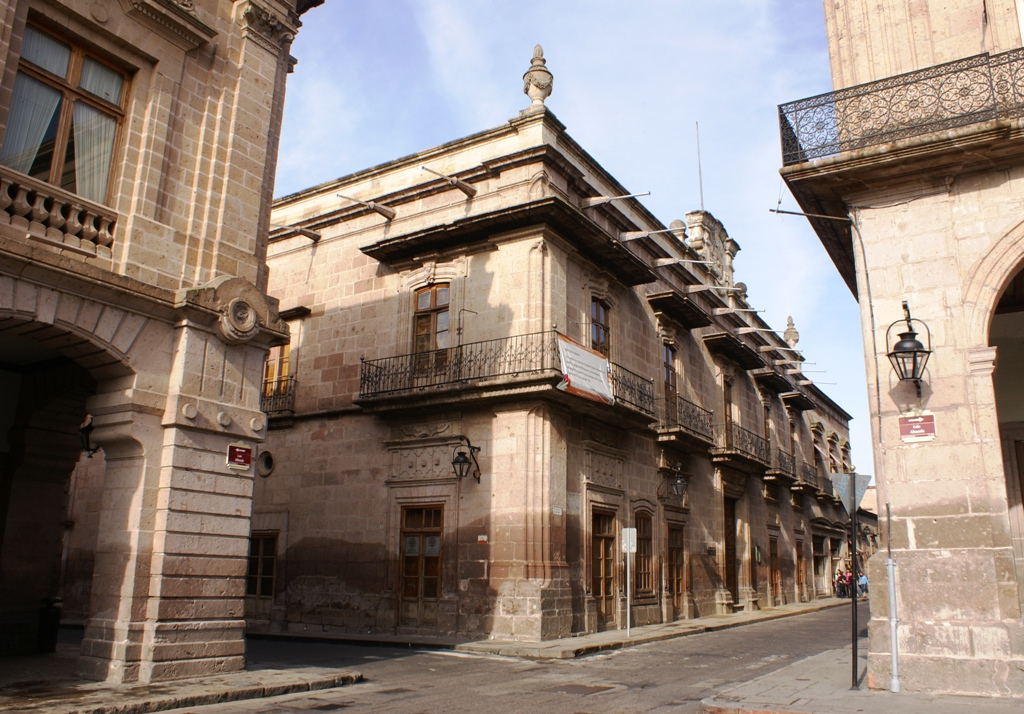
Vista de la ubicación del museo entre las calles Allende y Abasolo en el centro de Morelia.

La sede del Museo Regional Michoacano es una histórica casona virreinal de estilo barroco en cantera rosada construida en el siglo XVIII con algunas modificaciones arquitectónicas en el siglo XIX. El inmueble se ubica en una esquina que forman las calles Allende y Abasolo, contra esquina de la plaza de Armas en el Centro Histórico de Morelia. Presenta dos plantas e igual número de fachadas, la fachada principal mira al norte y posee un amplio zaguán de acceso, mientras que la lateral mira al oriente. Sus fachadas se componen en general por una serie de ventanas rectangulares con balcones.
En su interior el recinto posee dos patios, el principal de planta cuadrangular se encuentra presidido de arquería de medio punto con corredores donde se distribuyen las salas o habitaciones, en los muros de los corredores de la segunda planta se ubican murales, al lado sur del patio se abre el espacio para el cubo de la escalera principal también con murales. El segundo patio también cuadrangular pero de menor tamaño antiguamente fue de servicio y este se halla presidido por corredores en tres de sus lados soportados por pilares, mientras que en su lado norte presenta una pared con un mural.

## Los murales
El Museo Regional Michoacano conserva en sus instalaciones cuatro murales pintados en el siglo XX, siendo obras de destacados artistas plásticos:
- Los Defensores de la Integridad Nacional, Cuauhtémoc y la historia, ubicado en el cubo de la escalera principal pintado por el artista michoacano Alfredo Zalce en 1952.

- Los Cuatro jinetes del Apocalipsis, ubicado en el corredor norte de la segunda planta del patio principal, pintado por el artista mexicano Federico Cantú en 1954, y otros murales de los corredores laterales pintados por la artista extranjera Grace Grenwood.

- La inquisición, ubicado en el segundo patio del recinto pintado por los artistas extranjeros Philip Goldstein (quien se cambió de nombre por el de Philip Guston) y Reuben Kadish en 1935 que comprende una superficie de 100 metros cuadrados. También colaboró en la idea el poeta J. H. Langsner, presentándose en el mural la firma de los tres personajes.

- Retablo de la Independencia, mural inconcluso réplica del mural localizado en el Museo Nacional de Historia. Descubierto en una remodelación de 2008 en el muro poniente del auditorio. Se presume que el artista michoacano Manuel Pérez Coronado (Mapeco) inició el trabajo y posteriormente Juan O'Gorman lo terminaría, cosa que no sucedió y a la fecha se puede observar, aunque con algunos faltantes debido a las obras que se realizaron en el muro antes de su descubrimiento.

## Colección museográfica
La colección permanente del Museo Regional Michoacano se destaca por algunas de las siguientes piezas:
- Colección arqueológica: conserva piezas arqueológicas de los periodos preclásico, clásico y posclásico de las culturas del occidente de México, entre las que destaca la Cultura Purépecha donde destaca un Chac Mool encontrado en Ihuatzio, Michoacán.

- Colección de arte virreinal: conserva mobiliarios en madera, objetos, pinturas al óleo entre las que se encuentran un Retrato del Primer Obispo de Michoacán Vasco de Quiroga, Pintura del Patrocinio de San José a la monarquía española, Pintura monumental sobre el “El Traslado de las monjas dominicas a su nuevo convento de Valladolid” realizado en 1738 por un artista anónimo.

- Colección de arte del siglo XIX: conserva mobiliarios, mesas, escritorios, pequeños cuadros al óleo sobre Morelia pintados en 1876 por el artista moreliano Mariano de Jesús Torres. Esculturas que antiguamente se encontraban en las esquinas del desaparecido monumento en Morelia dedicado a Melchor Ocampo de la época del Porfiriato.

- Algunos importantes documentos que se conservan son los códices originales de Puácuaro y Carapan, una reproducción del Lienzo de Jucutacato mandada elaborar por el Doctor Nicolás León Calderón, un original del Viaje de Humboldt publicado en París en 1807, entre otros.

- Wikimedia Commons alberga una categoría multimedia sobre Museo Regional Michoacano.